# Solanum polyacanthon
Solanum polyacanthon är en potatisväxtart som beskrevs av Jean-Baptiste de Lamarck. Solanum polyacanthon ingår i släktet skattor som ingår i familjen potatisväxter. Inga underarter finns listade i Catalogue of Life.